# 織田広良
織田 広良（おだ ひろよし）は、戦国時代の武将。別名は織田與康、信益。通称は源三郎、勘解由左衛門。織田信長の従兄弟にあたる。美濃国十九条城主。
従来では津田信益と混同されてきたが、別人とされる。また勘解由左衛門と名乗ったため、「織田伊勢守家」の養子という説がある。

## 略歴
織田信康の子として誕生した。
織田信秀死亡後は犬山城で独自の勢力を保っていたが、尾張国上四郡の守護代への対抗のため兄の信清と共に織田信長の下に付いた。浮野の戦いや岩倉城攻略戦で信長を支援した。永禄5年（1562年）5月、美濃攻めのため、信長は佐久間信盛を大将に任じ、砦の築城を始めた。
広良は前線である十九条城の守将であったが、大雨で川が氾濫した隙をついて美濃の斎藤軍は十九条城の攻撃を始めた。信長は荒れ狂う川を渡りきり、援軍として駆けつけた。織田軍来訪を知った斎藤軍は十四条（現在の岐阜県本巣市十四条）で織田軍を迎え撃った（十四条の戦い）。広良は先陣として活躍したが、斎藤方の野々村正成に討ち取られた、とされる。
墓所は愛知県名古屋市西区中小田井の善光寺別院願王寺。

通説では信長の妹とされるお市の方は、広良の娘つまり信長の従弟の娘であるという記述が『織田系図』にある。